# Пројекат 2025
Пројекат председничке транзиције 2025. такође познат као Пројекат 2025, је иницијатива коју организује Херитиџ фондација са циљем да промовише скуп предлога конзервативне и десничарске политике за преобликовање савезне владе Сједињених Држава и консолидацију извршне власти након потенцијалне победе Доналда Трампа америчким председничким изборима 2024. Пројекат тврди да је цела извршна власт под директном контролом председника према члану 2 Устава САД и теорији унитарне извршне власти. Предлаже се рекласификација десетина хиљада федералних радника државне службе у политичке намеснике како би се заменили лојалистима који су спремнији да омогуће Трампову политику. Чинећи то, заговорници тврде да би промена уништила оно што они виде као огромну, неодговорну и углавном либералну владину бирократију. Пројекат настоји да у владу и друштво унесе хришћанске вредности. Критичари су пројекат 2025 окарактерисали као ауторитарни, хришћански националистички план за усмеравање САД ка аутократији. Многи правни стручњаци су рекли да би пројекат угрозио владавину права,поделу власти, секуларност, и грађанске слободе.
Пројекат 2025 предвиђа широке промене у влади, посебно економске и социјалне политике и улоге савезне владе и њених агенција. План предлаже преузимање партијске контроле над Министарством правде, Федералним истражним бироом, Министарством трговине, Федералном комисијом за комуникације и Федералном трговинском комисијом, расформирањем Министарства унутрашње безбедности и оштро смањење прописа о животној средини и климатским променама како би се фаворизовала производња фосилних горива. План има за циљ да уведе смањење пореза, иако се његови писци не слажу око протекционизма. Пројекат 2025 препоручује укидање Одељења за образовање, чији би програми били или пребачени у друге агенције или угашени. Финансирање истраживања климе би се смањило, а Национални институти за здравље би био реформисани у складу са конзервативним принципима. Пројекат настоји да смањи финансирање програма медицинске заштите и подстиче владу да експлицитно одбаци абортус. Пројекат настоји да елиминише распрострањеност хитне контрацепције у складу са Законом о приступачној нези и да спроведе закон који би кривично гонио оне који шаљу и примају контрацептиве и пилуле за абортус широм земље. Предлаже криминализацију порнографије, укидање законске заштите од дискриминације на основу сексуалне оријентације и родног идентитета, и укидање програма Разноликост, једнакости и инклузије и афирмативну акцију  тако што ће Министарство правде кривично гонити „анти-бели расизам“. Пројекат препоручује хапшење, притвор и депортацију имиграната без докумената који живе у САД Предлаже се распоређивање војске ради спровођење закона у земљи. Промовише смртну казну и брзо извршење истих.
Поједини конзервативци и републиканци критиковали су план због његовог става о климатским променама и спољној трговини. Други критичари верују да је Пројекат 2025 реторичко „улепшавање” за оно што би представљало четири године личне освете по сваку цену, поред покушаја да се поништи „већина свега што је спроведено” током Бајденове администрације. Аутори пројекта признају да би већина предлога захтевала да Републиканска странка контролише и Представнички дом САД и Сенат САД.Врховни суд САД недавно је прогласио неке аспекте плана неуставним и суочиће се са правним изазовима.
Иако Пројекат 2025 не може легално да промовише одређеног председничког кандидата, многи сарадници су повезани са Доналдом Трампом и његовом председничком кампањом 2024. године. Херитиџ фондација запошљава бројне људе који су блиско повезани са Трампом, и координирају пројекат са различитим конзервативним групама које воде Трампови савезници. 2023. године званичници Трампове кампање су признали да је пројекат добро усклађен са њиховим програмом Агенде 47. Саветници Трампове кампање су имали редовне контакте са Пројектом 2025, иако су контроверзни предлози овог пројекта такође изазвали да Трампова кампања на то гледа као на сметњу. Трамп се 5. јула 2024. јавно оградио од Пројекта 2025, рекавши да „не зна ништа о томе“ и да су неке од његових идеја „смешне“. Трампове тврдње су одбацили неки критичари, који су указали на умешаност личности блиских Трампу у пројекат. Дистанцирање је уследило неколико дана након што је председник Херитиџ фондације Кевин Робертс у интервјуу сугерисао да ће доћи до друге америчке револуције, коју су демократе и други критиковали због тога што садржи оно што су сматрали прикривеном претњом насиљем., зато што је Пројекат је представио и "борбени план" за враћање контроле над владом.